# Фужероль (Верхня Сона)
Фужеро́ль (фр. Fougerolles) — колишній муніципалітет у Франції, у регіоні Бургундія-Франш-Конте, департамент Верхня Сона. Населення — 3759 осіб (2011).
Муніципалітет був розташований на відстані близько 320 км на схід від Парижа, 80 км на північ від Безансона, 35 км на північний схід від Везуля.

## Історія
1 січня 2019 року Фужероль і Сен-Вальбер було об'єднано в новий муніципалітет Фужероль-Сен-Вальбер.

## Демографія
Динаміка населення (INSEE ):
Розподіл населення за віком та статтю (2006):
| Стать | Всього | До 15 років | 15-24 | 25-44 | 45-64 | 65-85 | Понад 85 |
| --- | ------ | ----------- | ----- | ----- | ----- | ----- | -------- |
| Чоловіки | 1908   | 347         | 209   | 491   | 540   | 297   | 24       |
| Жінки | 1964   | 351         | 176   | 519   | 459   | 399   | 60       |
| \| Статево-вікова піраміда \| Статево-вікова піраміда \| Статево-вікова піраміда \| \| ----------------------- \| ----------------------- \| ----------------------- \| \| Чоловіки \| Вік \| Жінки \| \| 24 \| 85 + \| 60 \| \| 52 \| 80-84 \| 60 \| \| 72 \| 75-79 \| 113 \| \| 109 \| 70-74 \| 121 \| \| 64 \| 65-69 \| 105 \| \| 105 \| 60-64 \| 76 \| \| 149 \| 55-59 \| 141 \| \| 137 \| 50-54 \| 125 \| \| 149 \| 45-49 \| 117 \| \| 173 \| 40-44 \| 177 \| \| 129 \| 35-39 \| 133 \| \| 121 \| 30-34 \| 137 \| \| 68 \| 25-29 \| 72 \| \| 80 \| 20-24 \| 72 \| \| 129 \| 15-20 \| 104 \| \| 117 \| 10-14 \| 153 \| \| 109 \| 5-9 \| 113 \| \| 121 \| 0-4 \| 85 \| |        |             |       |       |       |       |          |
| Статево-вікова піраміда |        |             |       |       |       |       |          |
| Чоловіки | Вік    | Жінки       |       |       |       |       |          |
| 24 | 85 +   | 60          |       |       |       |       |          |
| 52 | 80-84  | 60          |       |       |       |       |          |
| 72 | 75-79  | 113         |       |       |       |       |          |
| 109 | 70-74  | 121         |       |       |       |       |          |
| 64 | 65-69  | 105         |       |       |       |       |          |
| 105 | 60-64  | 76          |       |       |       |       |          |
| 149 | 55-59  | 141         |       |       |       |       |          |
| 137 | 50-54  | 125         |       |       |       |       |          |
| 149 | 45-49  | 117         |       |       |       |       |          |
| 173 | 40-44  | 177         |       |       |       |       |          |
| 129 | 35-39  | 133         |       |       |       |       |          |
| 121 | 30-34  | 137         |       |       |       |       |          |
| 68 | 25-29  | 72          |       |       |       |       |          |
| 80 | 20-24  | 72          |       |       |       |       |          |
| 129 | 15-20  | 104         |       |       |       |       |          |
| 117 | 10-14  | 153         |       |       |       |       |          |
| 109 | 5-9    | 113         |       |       |       |       |          |
| 121 | 0-4    | 85          |       |       |       |       |          |

## Економіка
2010 року серед 2375 осіб працездатного віку (15—64 років) 1697 були активними, 678 — неактивними (показник активності 71,5%, у 1999 році було 68,0%). З 1697 активних мешканців працювало 1516 осіб (839 чоловіків та 677 жінок), безробітними було 181 (85 чоловіків та 96 жінок). Серед 678 неактивних 216 осіб було учнями чи студентами, 282 — пенсіонерами, 180 були неактивними з інших причин.

У 2010 році в муніципалітеті числилось 1619 оподаткованих домогосподарств, у яких проживали 3775,5 особи, медіана доходів виносила 16 906 євро на одного особоспоживача

## Галерея зображень

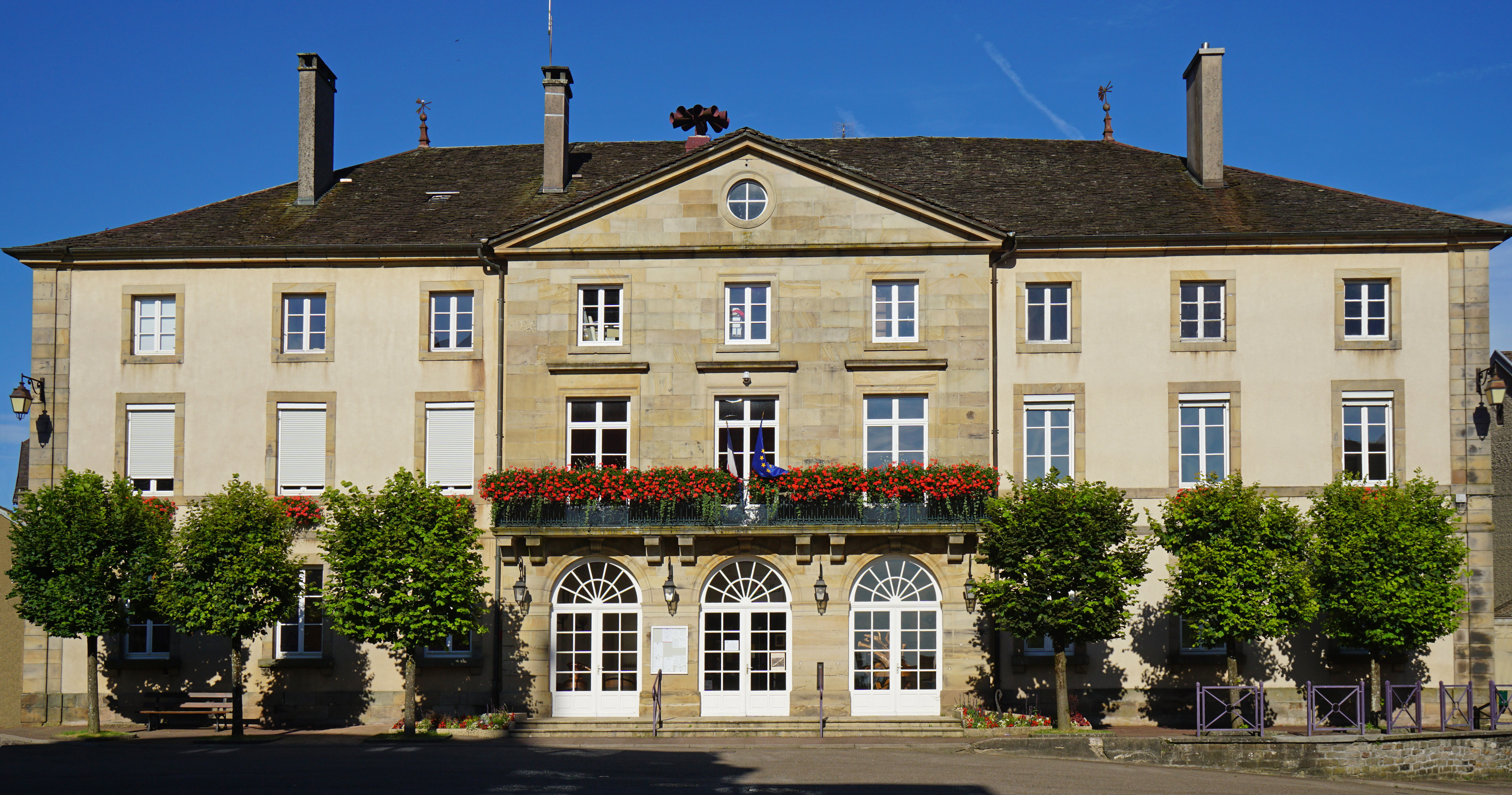
Мерія
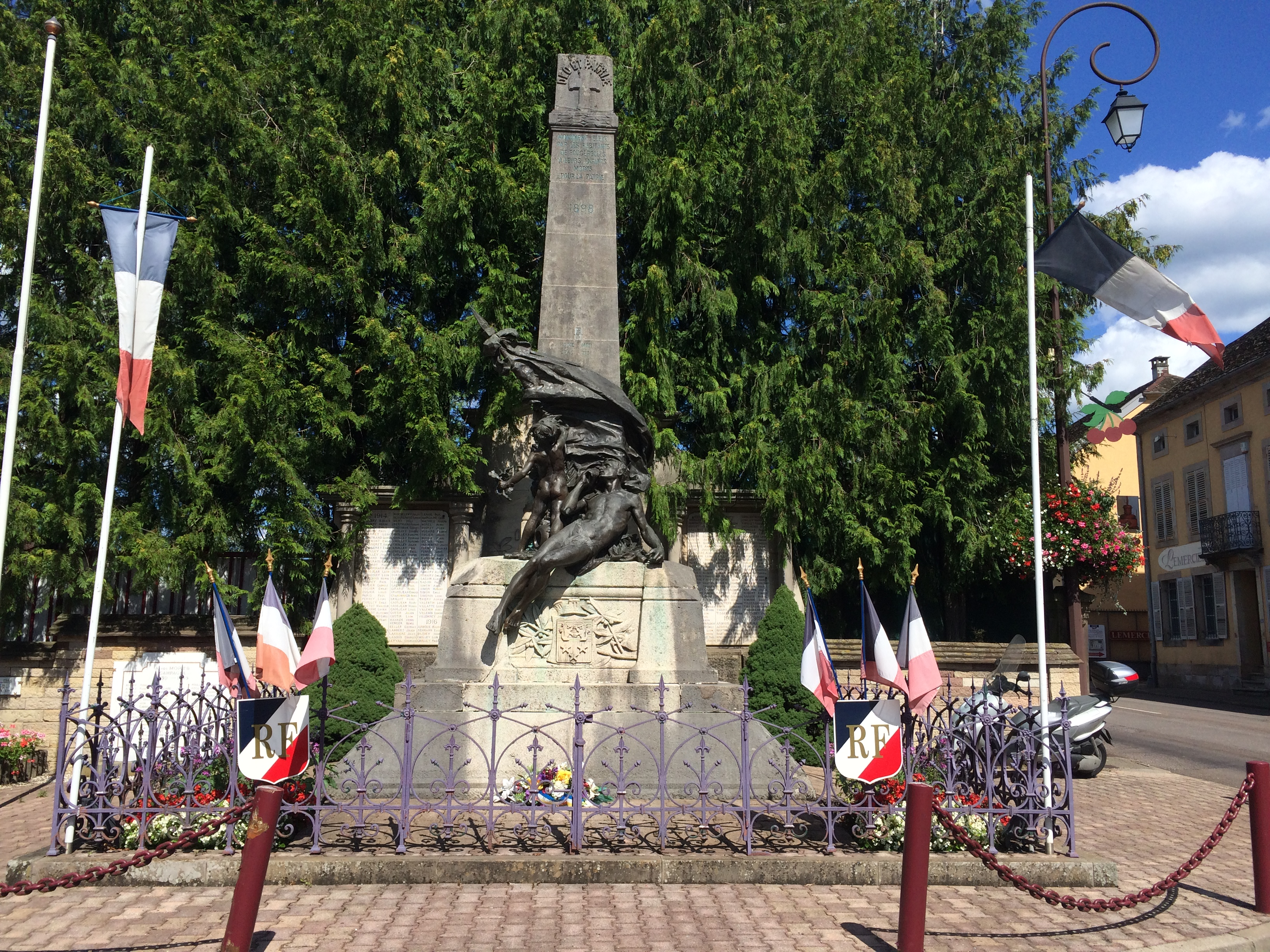
Монумент на честь загиблих
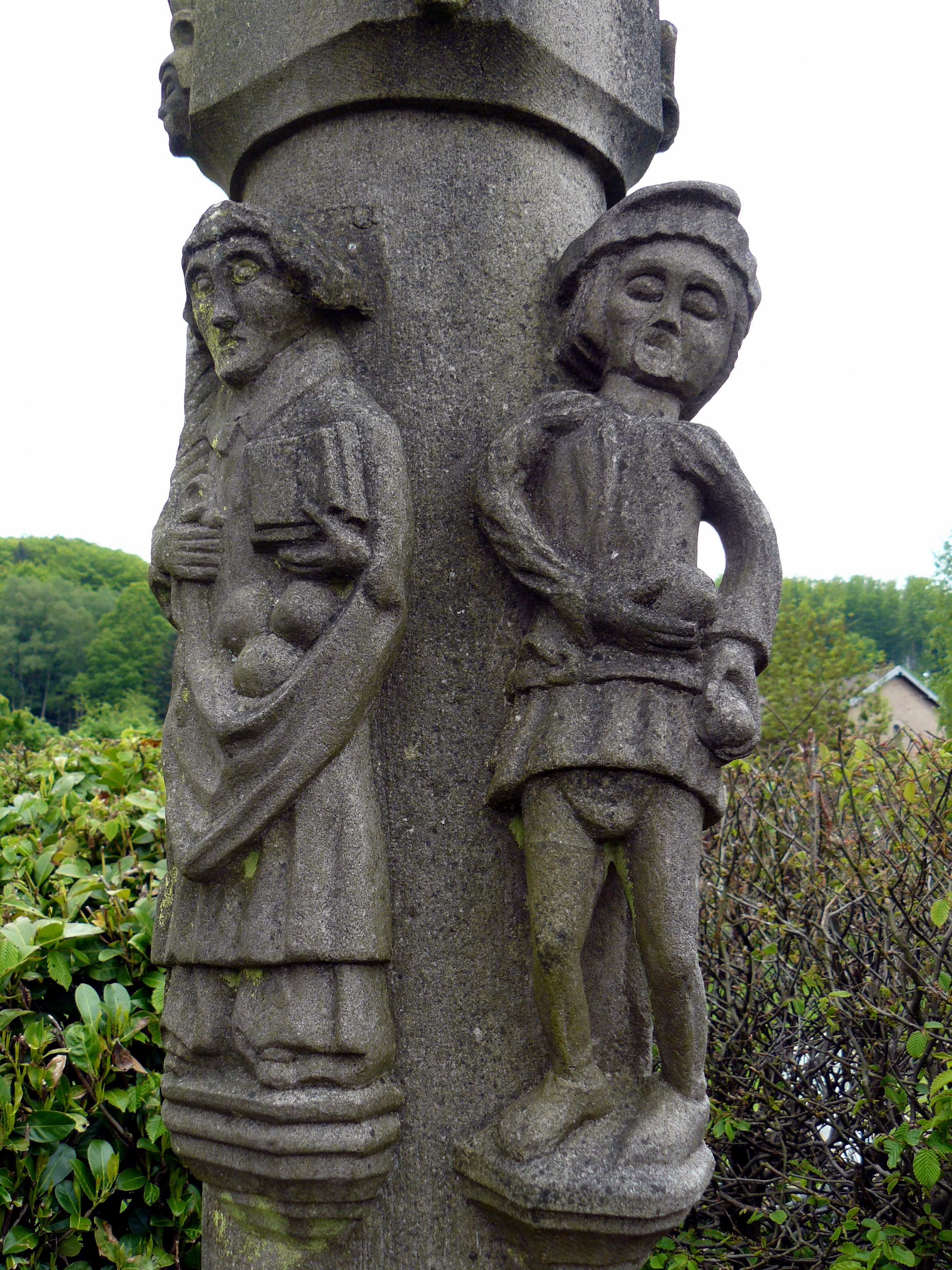
Голгофський хрест, історична пам'ятка
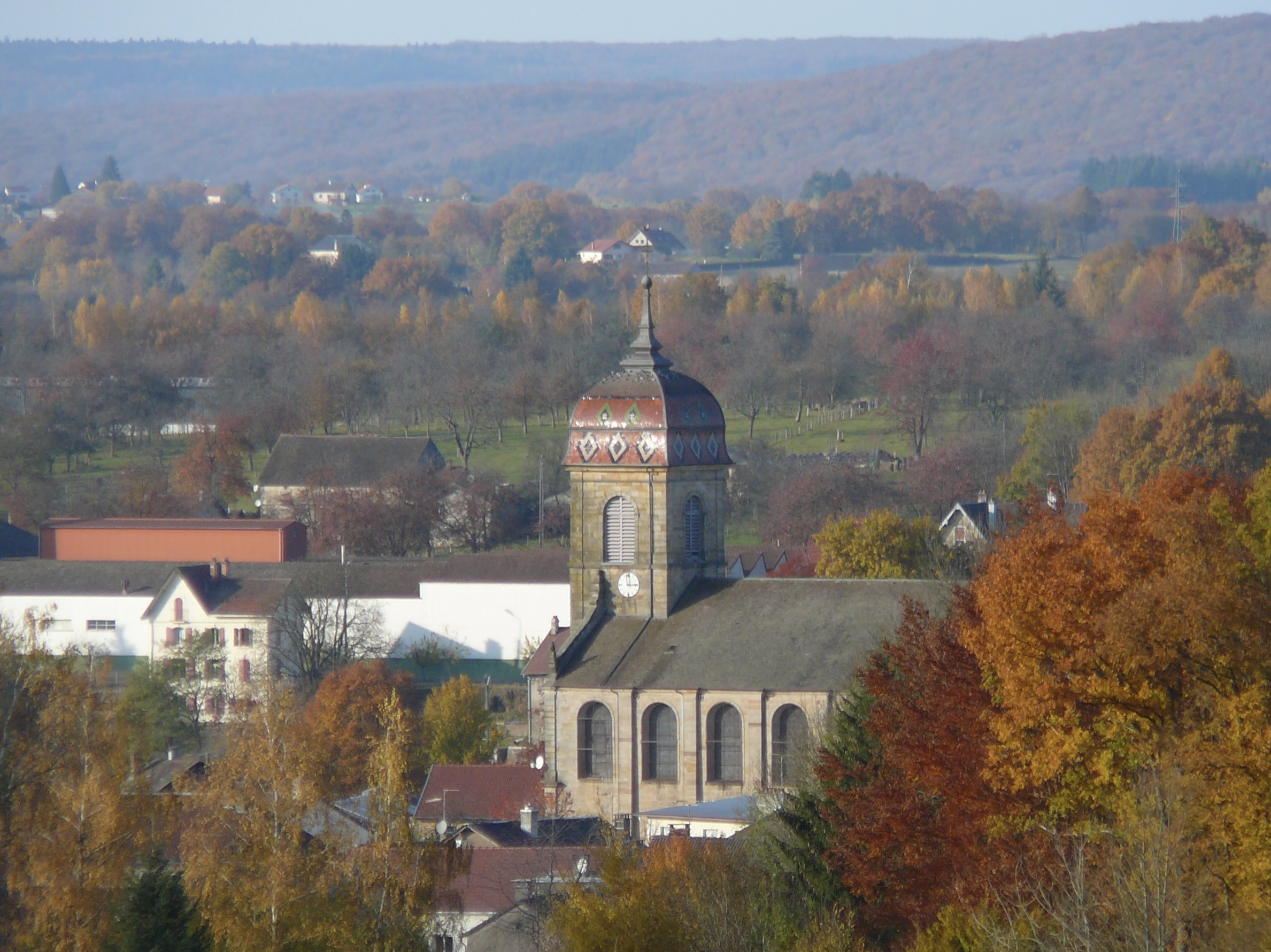
Дзвіниця
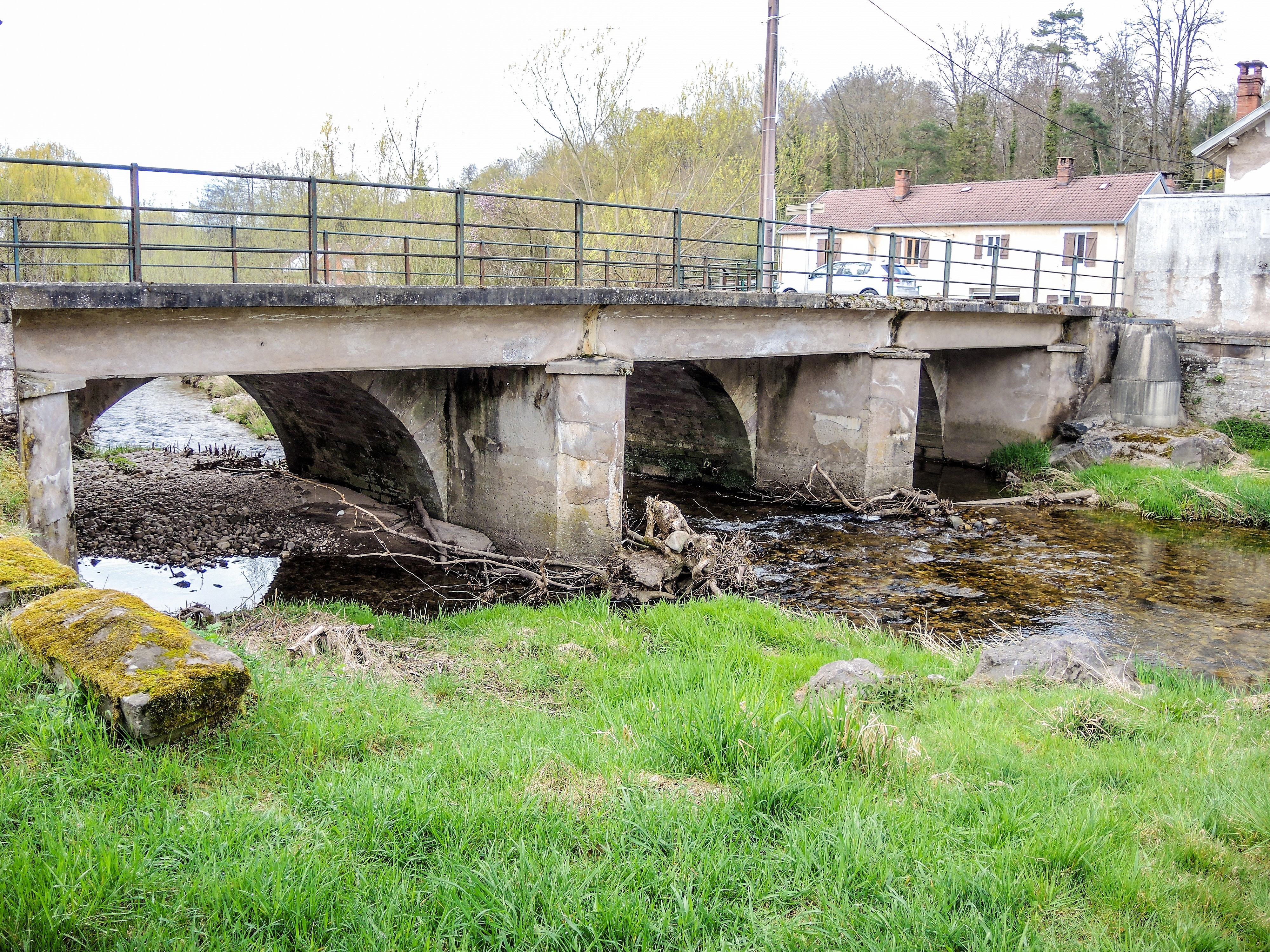
Міст через річку Комбо